# Volga (Iowa)
Volga es una ciudad ubicada en el condado de Clayton en el estado estadounidense de Iowa. En el Censo de 2010 tenía una población de 208 habitantes y una densidad poblacional de 102,57 personas por km².

## Geografía
Volga se encuentra ubicada en las coordenadas 42°48′10″N 91°32′32″O / 42.80278, -91.54222. Según la Oficina del Censo de los Estados Unidos, Volga tiene una superficie total de 2.03 km², de la cual 2.03 km² corresponden a tierra firme y (0%) 0 km² es agua.

## Demografía
Según el censo de 2010, había 208 personas residiendo en Volga. La densidad de población era de 102,57 hab./km². De los 208 habitantes, Volga estaba compuesto por el 97.12% blancos, el 0% eran afroamericanos, el 0% eran amerindios, el 0% eran asiáticos, el 0% eran isleños del Pacífico, el 0.48% eran de otras razas y el 2.4% pertenecían a dos o más razas. Del total de la población el 1.44% eran hispanos o latinos de cualquier raza.